# Believe It
Believe It is een nummer van de Nederlandse rockband Kane uit 2006. Het is de vierde en laatste single van hun zesde studioalbum Fearless.
Het nummer haalde de 4e positie in de Nederlandse Top 40. In Vlaanderen bleek het steken op nummer 8 in de Tipparade.